# Liste der Gebietsänderungen im Bezirk Magdeburg

Bezirk Magdeburg in der DDR

Die Liste der Gebietsänderungen im Bezirk Magdeburg enthält wichtige Änderungen der Gemeindegebiete des Bezirks Magdeburg der DDR in der Zeit vom 25. Juli 1952 bis zum 2. Oktober 1990. Dazu zählen unter anderem Zusammenschlüsse und Trennungen von Gemeinden, Eingliederungen von Gemeinden in eine andere, Änderungen des Gemeindenamens und größere Umgliederungen von Teilen einer Gemeinde in eine andere.

## Legende
- Datum: juristisches Wirkungsdatum der Gebietsänderung
- Gemeinde vor der Änderung: Gemeinde vor der Gebietsänderung
- Maßnahme: Art der Änderung
- Gemeinde nach der Änderung: Gemeinde nach der Gebietsänderung
- Landkreis: Landkreis der Gemeinde nach der Gebietsänderung
- OT: Ortsteil

Die Sortierung erfolgt chronologisch: Datum, Stadtkreis, Landkreis, aufnehmende oder neu gebildete Gemeinde. Heute noch bestehende Gemeinden sind farbig unterlegt.

## Liste
| Datum      | Gemeinde vor der Änderung | Maßnahme | Gemeinde nach der Änderung | Kreis |
| ---------- | --- | --- | --- | --- |
| 25.07.1952 | Errichtung des Bezirks Magdeburg 21 Landkreise, 1 Stadtkreis | Errichtung des Bezirks Magdeburg 21 Landkreise, 1 Stadtkreis | Errichtung des Bezirks Magdeburg 21 Landkreise, 1 Stadtkreis | Errichtung des Bezirks Magdeburg 21 Landkreise, 1 Stadtkreis |
| 04.12.1952 | Wedlitz, Kreis Schönebeck | Umgliederung | Wedlitz | Bernburg, Bezirk Halle |
| 04.12.1952 | Dretzen, Kreis Loburg | Umgliederung | Dretzen | Brandenburg-Land, Bezirk Potsdam |
| 04.12.1952 | Hohenlobbese, Kreis Loburg | Umgliederung | Hohenlobbese | Brandenburg-Land, Bezirk Potsdam |
| 01.01.1957 | Genthin, OT Brettin | Neubildung | Brettin | Genthin |
| 01.01.1957 | Ferchland, OT Derben | Neubildung | Derben | Genthin |
| 01.01.1957 | Genthin, OT Mützel | Neubildung | Mützel | Genthin |
| 01.01.1957 | Genthin, OT Roßdorf | Neubildung | Roßdorf | Genthin |
| 01.01.1957 | Demsin, OT Zabakuck | Neubildung | Zabakuck | Genthin |
| 01.01.1957 | Güsen, OT Zerben | Neubildung | Zerben | Genthin |
| 01.01.1957 | Toppel | Eingliederung | Havelberg | Havelberg |
| 01.01.1957 | Schollene, OT Molkenberg | Neubildung | Molkenberg | Havelberg |
| 01.01.1957 | Klietz, OT Lübars und Neuermark | Neubildung | Neuermark-Lübars | Havelberg |
| 01.01.1957 | Warnau (Havelberg), OT Rehberg | Neubildung | Rehberg | Havelberg |
| 01.01.1957 | Klietz, OT Scharlibbe | Neubildung | Scharlibbe | Havelberg |
| 01.01.1957 | Sandau (Elbe), OT Wulkau | Neubildung | Wulkau | Havelberg |
| 01.01.1957 | Späningen, Kreis Kalbe (Milde), OT Natterheide | Neubildung | Natterheide | Osterburg |
| 01.01.1957 | Wassensdorf, OT Buchhorst | Neubildung | Buchhorst | Klötze |
| 01.01.1957 | Wasmerslage | Eingliederung | Iden | Osterburg |
| 01.01.1957 | Böhne, Kreis Havelberg | Umgliederung | Böhne | Rathenow, Bezirk Potsdam |
| 01.01.1957 | Vieritz, Kreis Havelberg | Umgliederung | Vieritz | Rathenow, Bezirk Potsdam |
| 01.01.1957 | Zollchow, Kreis Havelberg | Umgliederung | Zollchow | Rathenow, Bezirk Potsdam |
| 01.01.1957 | Wudicke, Kreis Havelberg | Umgliederung | Wudicke | Rathenow, Bezirk Potsdam |
| 01.01.1957 | Klein Rosenburg | Eingliederung | Groß Rosenburg | Schönebeck |
| 01.01.1957 | Bülitz | Eingliederung | Grünenwulsch | Stendal |
| 01.01.1957 | Schartau | Eingliederung | Rochau | Stendal |
| 01.01.1957 | Börgitz | Eingliederung | Uchtspringe | Stendal |
| 01.01.1957 | Vollenschier | Eingliederung | Wittenmoor | Stendal |
| 20.06.1957 | Auflösung des Kreises Loburg und Aufteilung auf die Kreise Brandenburg-Land, Burg und Zerbst 21 Landkreise, 1 Stadtkreis → 20 Landkreise, 1 Stadtkreis          | Auflösung des Kreises Loburg und Aufteilung auf die Kreise Brandenburg-Land, Burg und Zerbst 21 Landkreise, 1 Stadtkreis → 20 Landkreise, 1 Stadtkreis          | Auflösung des Kreises Loburg und Aufteilung auf die Kreise Brandenburg-Land, Burg und Zerbst 21 Landkreise, 1 Stadtkreis → 20 Landkreise, 1 Stadtkreis          | Auflösung des Kreises Loburg und Aufteilung auf die Kreise Brandenburg-Land, Burg und Zerbst 21 Landkreise, 1 Stadtkreis → 20 Landkreise, 1 Stadtkreis          |
| 20.06.1957 | Calenberge Randau | Zusammenschluss | Randau-Calenberge | Schönebeck |
| 01.04.1959 | Ziegenhagen | Eingliederung | Häsewig | Osterburg |
| 27.01.1960 | Günthersdorf | Eingliederung | Oschersleben (Bode) | Oschersleben |
| 14.09.1963 | Lüderitz, OT Brunkau | Umgliederung | Ottersburg | Tangerhütte |
| 01.01.1964 | Rogäsen-Jerichow | Namensänderung | Wüstenjerichow | Burg |
| 01.01.1964 | Erxleben, OT Polkau | Umgliederung | Ballerstedt | Osterburg |
| 01.01.1965 | Jeebel | Eingliederung | Riebau | Salzwedel |
| 02.07.1965 | Eingliederung des Kreises Seehausen in den Kreis Osterburg 20 Landkreise, 1 Stadtkreis → 19 Landkreise, 1 Stadtkreis                                            | Eingliederung des Kreises Seehausen in den Kreis Osterburg 20 Landkreise, 1 Stadtkreis → 19 Landkreise, 1 Stadtkreis                                            | Eingliederung des Kreises Seehausen in den Kreis Osterburg 20 Landkreise, 1 Stadtkreis → 19 Landkreise, 1 Stadtkreis                                            | Eingliederung des Kreises Seehausen in den Kreis Osterburg 20 Landkreise, 1 Stadtkreis → 19 Landkreise, 1 Stadtkreis                                            |
| 10.10.1965 | Räbel | Eingliederung | Werben | Osterburg |
| 01.07.1966 | Pakendorf | Auflösung | – | Zerbst |
| 01.07.1966 | Pakendorf, OT Bias | Neubildung | Bias | Zerbst |
| 01.07.1966 | Pakendorf, OT Pakendorf | Umgliederung | Jütrichau | Zerbst |
| 01.01.1964 | Ballerstedt, OT Polkau | Umgliederung | Erxleben | Osterburg |
| 01.02.1967 | Möllenbeck | Eingliederung | Dobberkau | Stendal |
| 22.11.1967 | Losse, OT Priemern | Umgliederung | Bretsch | Osterburg |
| 11.12.1968 | Zedau | Eingliederung | Krumke | Osterburg |
| 01.01.1969 | Dalchau Osterholz | Eingliederung | Altenzaun | Osterburg |
| 01.01.1969 | Rathsleben | Eingliederung | Kossebau | Osterburg |
| 15.01.1969 | Harpe | Eingliederung | Leppin | Osterburg |
| 01.03.1970 | Bergen | Eingliederung | Groß Rodensleben | Wanzleben |
| 22.03.1970 | Audorf | Eingliederung | Beetzendorf | Klötze |
| 01.01.1972 | Hasselburg | Eingliederung | Flechtingen | Haldensleben |
| 01.08.1972 | Eversdorf Wieblitz | Zusammenschluss | Wieblitz-Eversdorf | Salzwedel |
| 01.10.1972 | Gerstedt Wistedt | Eingliederung | Osterwohle | Salzwedel |
| 01.12.1972 | Groß Chüden | Namensänderung | Chüden | Salzwedel |
| 01.12.1972 | Ritze | Eingliederung | Chüden | Salzwedel |
| 01.01.1973 | Siedentramm | Eingliederung | Hohenhenningen | Klötze |
| 01.01.1973 | Nesenitz | Eingliederung | Klötze | Klötze |
| 01.01.1973 | Deutsch | Eingliederung | Groß Garz | Osterburg |
| 01.01.1973 | Gethlingen | Eingliederung | Hindenburg | Osterburg |
| 01.01.1973 | Grabenstedt | Eingliederung | Andorf | Salzwedel |
| 01.01.1973 | Molitz | Eingliederung | Fleetmark | Salzwedel |
| 01.01.1973 | Wüllmersen | Eingliederung | Mehmke | Salzwedel |
| 01.01.1973 | Bömenzien | Eingliederung | Gollensdorf | Osterburg |
| 01.03.1973 | Chüttlitz | Eingliederung | Brietz | Salzwedel |
| 01.03.1973 | Cheine | Eingliederung | Seebenau | Salzwedel |
| 01.03.1973 | Heidberg | Eingliederung | Siedenlangenbeck | Salzwedel |
| 01.04.1973 | Westerburg | Eingliederung | Dedeleben | Halberstadt |
| 15.04.1973 | Trüstedt | Eingliederung | Jävenitz | Gardelegen |
| 23.05.1973 | Arensberg Döllnitz | Eingliederung | Bismark (Altmark) | Kalbe (Milde) |
| 23.05.1973 | Bühne Vahrholz | Eingliederung | Kalbe (Milde) | Kalbe (Milde) |
| 01.06.1973 | Rönnebeck Storbeck Wollenrade | Eingliederung | Flessau | Osterburg |
| 01.06.1973 | Hilmsen Wiershorst | Eingliederung | Ellenberg | Salzwedel |
| 01.07.1973 | Stötterlingen | Eingliederung | Lüttgenrode | Halberstadt |
| 01.07.1973 | Gladdenstedt Wendischbrome | Eingliederung | Nettgau | Klötze |
| 01.07.1973 | Dahrenstedt Welle | Eingliederung | Dahlen | Stendal |
| 01.07.1973 | Grünenwulsch | Eingliederung | Grassau | Stendal |
| 01.07.1973 | Garlipp, OT Beesewege | Umgliederung | Hohenwulsch | Stendal |
| 01.07.1973 | Döbbelin Tornau | Eingliederung | Insel | Stendal |
| 01.07.1973 | Deetz | Eingliederung | Querstedt | Stendal |
| 01.07.1973 | Belkau | Eingliederung | Schernikau | Stendal |
| 01.07.1973 | Grävenitz | Eingliederung | Schorstedt | Stendal |
| 01.07.1973 | Borstel | Eingliederung | Stendal | Stendal |
| 01.08.1973 | Thüritz | Eingliederung | Badel | Kalbe (Milde) |
| 01.08.1973 | Plathe | Eingliederung | Brunau | Kalbe (Milde) |
| 01.08.1973 | Vietzen | Eingliederung | Kahrstedt | Kalbe (Milde) |
| 01.08.1973 | Hagenau | Eingliederung | Packebusch | Kalbe (Milde) |
| 01.08.1973 | Sallenthin | Eingliederung | Jeggeleben | Kalbe (Milde) |
| 01.08.1973 | Baars | Eingliederung | Winterfeld | Kalbe (Milde) |
| 01.08.1973 | Cheinitz | Eingliederung | Zethlingen | Kalbe (Milde) |
| 01.09.1973 | Bleiche | Eingliederung | Samswegen | Wolmirstedt |
| 01.10.1973 | Klinke | Eingliederung | Badingen | Stendal |
| 01.10.1973 | Neuendorf am Speck Peulingen | Eingliederung | Groß Schwechten | Stendal |
| 17.10.1973 | Dolchau Mehrin | Eingliederung | Vienau | Kalbe (Milde) |
| 17.10.1973 | Recklingen | Eingliederung | Winterfeld | Kalbe (Milde) |
| 01.12.1973 | Mahndorf | Eingliederung | Langenstein | Halberstadt |
| 01.12.1973 | Genzien | Eingliederung | Arendsee (Altmark) | Osterburg |
| 01.12.1973 | Kortenbeck | Eingliederung | Barnebeck | Salzwedel |
| 21.12.1973 | Wartenberg | Eingliederung | Berkau | Kalbe (Milde) |
| 21.12.1973 | Poritz | Eingliederung | Bismark (Altmark) | Kalbe (Milde) |
| 21.12.1973 | Brüchau | Eingliederung | Kakerbeck | Kalbe (Milde) |
| 21.12.1973 | Späningen | Eingliederung | Meßdorf | Kalbe (Milde) |
| 21.12.1973 | Karritz | Eingliederung | Neuendorf am Damm | Kalbe (Milde) |
| 21.12.1973 | Faulenhorst | Eingliederung | Wernstedt | Kalbe (Milde) |
| 01.01.1974 | Lüffingen | Eingliederung | Hemstedt | Gardelegen |
| 01.01.1974 | Lindstedterhorst Wollenhagen | Eingliederung | Lindstedt | Gardelegen |
| 01.01.1974 | Böckwitz | Eingliederung | Jahrstedt | Klötze |
| 01.01.1974 | Bergfriede | Eingliederung | Niendorf | Klötze |
| 01.01.1974 | Quarnebeck | Eingliederung | Wenze | Klötze |
| 01.01.1974 | Dalldorf | Eingliederung | Gröningen | Oschersleben |
| 01.01.1974 | Häsewig | Eingliederung | Klein Schwechten | Osterburg |
| 01.01.1974 | Rengerslage Wolterslage | Eingliederung | Königsmark | Osterburg |
| 01.01.1974 | Stapel Wohlenberg | Eingliederung | Lückstedt | Osterburg |
| 01.01.1974 | Peckensen | Eingliederung | Abbendorf | Salzwedel |
| 01.01.1974 | Saalfeld | Eingliederung | Altensalzwedel | Salzwedel |
| 01.01.1974 | Ritzleben | Eingliederung | Binde | Salzwedel |
| 01.01.1974 | Schmölau | Eingliederung | Holzhausen | Salzwedel |
| 01.01.1974 | Mahlpfuhl | Eingliederung | Tangerhütte | Tangerhütte |
| 01.01.1974 | Ottersburg | Eingliederung | Windberge | Tangerhütte |
| 01.01.1974 | Garitz | Eingliederung | Bornum | Zerbst |
| 01.01.1974 | Isterbies | Eingliederung | Rosian | Zerbst |
| 01.01.1974 | Steckby | Eingliederung | Steutz | Zerbst |
| 01.01.1974 | Brietzke-Kalitz Dalchau | Eingliederung | Zeppernick | Zerbst |
| 16.01.1974 | Klinze | Eingliederung | Ribbenstedt | Haldensleben |
| 01.02.1974 | Deesdorf | Eingliederung | Wegeleben | Halberstadt |
| 01.02.1974 | Berge Giesenslage | Eingliederung | Behrendorf | Osterburg |
| 01.02.1974 | Drüsedau | Eingliederung | Bretsch | Osterburg |
| 01.02.1974 | Natterheide | Eingliederung | Flessau | Osterburg |
| 01.02.1974 | Schmersau | Eingliederung | Gladigau | Osterburg |
| 01.02.1974 | Lindenberg | Eingliederung | Groß Garz | Osterburg |
| 01.02.1974 | Ellingen | Eingliederung | Hohenberg-Krusemark | Osterburg |
| 01.02.1974 | Lohne | Eingliederung | Kleinau | Osterburg |
| 01.02.1974 | Dequede | Eingliederung | Krevese | Osterburg |
| 01.02.1974 | Krumke | Eingliederung | Osterburg (Altmark) | Osterburg |
| 01.02.1974 | Zießau | Eingliederung | Schrampe | Osterburg |
| 01.02.1974 | Behrend | Eingliederung | Seehausen (Altmark) | Osterburg |
| 15.02.1974 | Rehberg | Eingliederung | Kamern | Havelberg |
| 15.02.1974 | Scharlibbe | Eingliederung | Klietz | Havelberg |
| 15.02.1974 | Molkenberg | Eingliederung | Schollene | Havelberg |
| 15.02.1974 | Sydow | Eingliederung | Wust | Havelberg |
| 16.02.1974 | Büden Nedlitz Woltersdorf | Eingliederung | Königsborn | Burg |
| 15.03.1974 | Wernitz | Eingliederung | Mieste | Gardelegen |
| 15.03.1974 | Lindhorst | Auflösung | – | Salzwedel |
| 15.03.1974 | Lindhorst, OT Lindhof und Molmke | Umgliederung | Diesdorf | Salzwedel |
| 15.03.1974 | Lindhorst, OT Haselhorst | Umgliederung | Waddekath | Salzwedel |
| 15.03.1974 | Krinau | Eingliederung | Salzwedel | Salzwedel |
| 15.03.1974 | Schernikau | Eingliederung | Vissum | Salzwedel |
| 01.04.1974 | Hohenbellin | Eingliederung | Wulkow | Genthin |
| 01.04.1974 | Stöckheim | Eingliederung | Ahlum | Klötze |
| 01.04.1974 | Trippigleben | Eingliederung | Wenze | Klötze |
| 01.04.1974 | Groß Schwarzlosen Stegelitz | Eingliederung | Lüderitz | Tangerhütte |
| 17.04.1974 | Altenzaun, OT Dalchau | Umgliederung | Arneburg | Stendal |
| 01.04.1979 | Olvenstedt | Eingliederung | Magdeburg | – |
| 01.05.1984 | Groß Quenstedt, OT Emersleben | Neubildung | Emersleben | Halberstadt |
| 01.05.1984 | Werben, OT Wendemark | Neubildung | Wendemark | Osterburg |
| 01.05.1984 | Eichenbarleben, OT Ochtmersleben | Neubildung | Ochtmersleben | Wolmirstedt |
| 06.05.1984 | Königsborn, OT Büden | Neubildung | Büden | Burg |
| 06.05.1984 | Königsborn, OT Nedlitz | Neubildung | Nedlitz | Burg |
| 06.05.1984 | Königsborn, OT Woltersdorf | Neubildung | Woltersdorf | Burg |
| 01.07.1984 | Kakerbeck, OT Winkelstedt | Neubildung | Winkelstedt | Kalbe (Milde) |
| 01.07.1984 | Wernstedt OT Faulenhorst | Umgliederung | Winkelstedt | Kalbe (Milde) |
| 01.01.1988 | Auflösung des Kreises Kalbe (Milde) und Aufteilung auf die Kreise Gardelegen, Osterburg und Salzwedel 19 Landkreise, 1 Stadtkreis → 18 Landkreise, 1 Stadtkreis | Auflösung des Kreises Kalbe (Milde) und Aufteilung auf die Kreise Gardelegen, Osterburg und Salzwedel 19 Landkreise, 1 Stadtkreis → 18 Landkreise, 1 Stadtkreis | Auflösung des Kreises Kalbe (Milde) und Aufteilung auf die Kreise Gardelegen, Osterburg und Salzwedel 19 Landkreise, 1 Stadtkreis → 18 Landkreise, 1 Stadtkreis | Auflösung des Kreises Kalbe (Milde) und Aufteilung auf die Kreise Gardelegen, Osterburg und Salzwedel 19 Landkreise, 1 Stadtkreis → 18 Landkreise, 1 Stadtkreis |
| 01.01.1988 | Auflösung des Kreises Tangerhütte und Aufteilung auf die Kreise Stendal und Wolmirstedt 18 Landkreise, 1 Stadtkreis → 17 Landkreise, 1 Stadtkreis               | Auflösung des Kreises Tangerhütte und Aufteilung auf die Kreise Stendal und Wolmirstedt 18 Landkreise, 1 Stadtkreis → 17 Landkreise, 1 Stadtkreis               | Auflösung des Kreises Tangerhütte und Aufteilung auf die Kreise Stendal und Wolmirstedt 18 Landkreise, 1 Stadtkreis → 17 Landkreise, 1 Stadtkreis               | Auflösung des Kreises Tangerhütte und Aufteilung auf die Kreise Stendal und Wolmirstedt 18 Landkreise, 1 Stadtkreis → 17 Landkreise, 1 Stadtkreis               |
| 01.07.1989 | Wannefeld, OT Roxförde | Neubildung | Roxförde | Gardelegen |
| 01.04.1990 | Lübs, OT Gehrden | Neubildung | Gehrden | Zerbst |
| 01.04.1990 | Lübs, OT Prödel | Neubildung | Prödel | Zerbst |
| 01.04.1990 | Rosian, OT Schweinitz | Neubildung | Schweinitz | Zerbst |
| 01.06.1990 | Langenapel, OT Henningen | Neubildung | Henningen | Salzwedel |
| 13.06.1990 | Veltheim, OT Osterode | Neubildung | Osterode | Halberstadt |
| 19.07.1990 | Sanne | Namensänderung | Sanne-Kerkuhn | Osterburg |
| 01.09.1990 | Dreirode | Namensänderung | Wülperode | Halberstadt |
| 01.09.1990 | Iden OT Wasmerslage | Umgliederung | Königsmark | Osterburg |